# Brian Hannant
Brian Hannant est un scénariste et réalisateur australien, né le 13 février 1940 à Brisbane, Queensland.

## Filmographie

### Cinéma

#### Scénariste
- 1971 : Three to Go (en) (segment Judy)
- 1972 : Flashpoint (en)
- 1981 : Mad Max 2
- 1987 : Time Guardian

#### Réalisateur
- 1971 : Three to Go (en) (segment Judy)
- 1972 : Flashpoint (en)
- 1987 : Time Guardian

#### Assistant réalisateur
- 1971 : Homesdale de Peter Weir
- 1971 : Three to Go (en) (segment Michael)
- 1981 : Mad Max 2

#### Producteur
- 1971 : Three to Go (en) (segment Michael)

## Distinctions
Nominations
- Saturn Award :
  - Saturn Award du meilleur scénario 1983 (Mad Max 2)
- Prix Hugo :
  - Meilleur film 1983 (Mad Max 2)